# 一月停战令
一月停战令指的是1946年1月10日，中国国民党代表张群，中国共产党代表周恩来为停止国共内战，在美国总统特使乔治·卡特里克·马歇尔调停下于陪都重庆达成的停战令，该停战令下达后，中国各地一律停战，维持现有状态，等待政治协商会议解决。

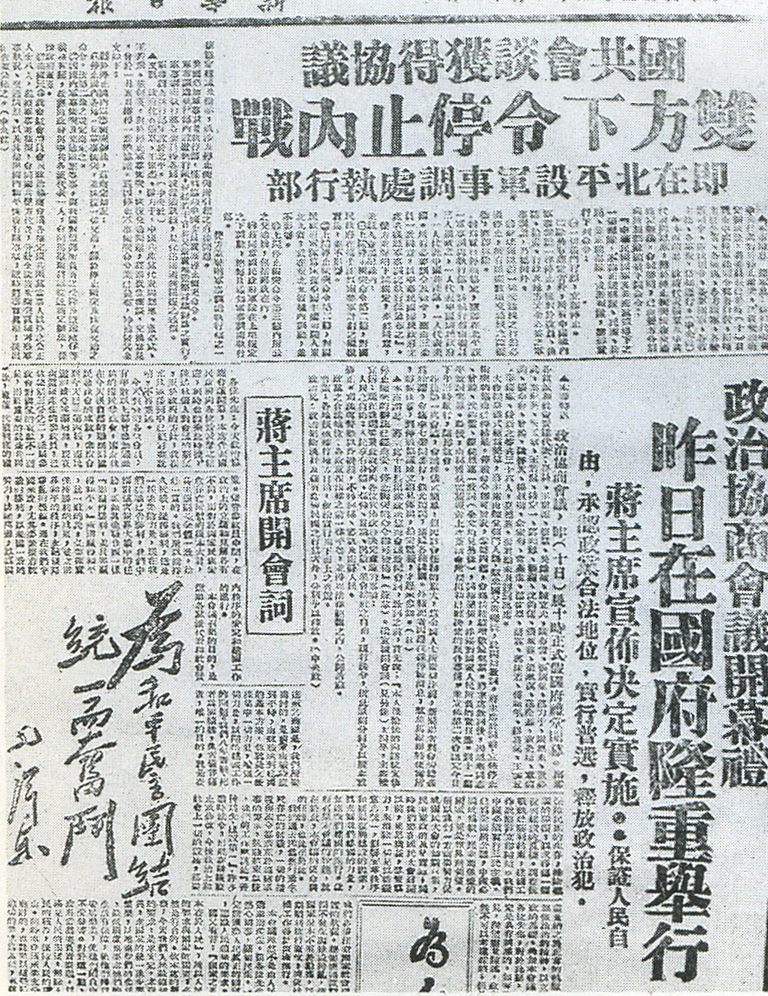
新华日报的报道：停战令下达与政协开幕

## 过程
抗战之后，国共重新开战，中共制定了向北发展，向南防御的方针，全面抢夺东北华北。在国内外压力下，国共代表张群，周恩来开始在1945年12月27日举行停战谈判。双方各自提出停战方案，并往返协商。对于这些方案，重庆时事新报做了评价
重庆时事新报社论：论停止内争方案与政治会议|
第一点停止冲突，双方赞同，中共主张各军暂驻原地，亦为停止冲突所必要，因为若有一方要前进，则冲突即不会停止。政府方面所提恢复铁路交通，实为全国人民绝对的公意。我们曾经说过，即使是所谓解放区的人民，也应该有旅行的自由，否则与中共所提保障人民基本自由一点不符；何况后方数千万支持抗战的义民急待返乡，全国的经济动脉急待流通。但欲恢复交通，中共方面以后绝对不得破坏或阻碍修复，否则须按常律治罪。一个有纪律的政党应能约束所部，部下犯了罪应该有勇气服罪。好在这个问题也包括在双方所提方案第二点中，而这个第二点则所幸双方并无多大出入，政府所提“由政府派代表一人，中共派代表一人，会同马歇尔将军从速商定办法，提请政府实施”尤为公平。中共方面，应该没有不同意的理由。第三点更可说双方所提在原则上完全相同。政府主张推举公正参政员五人组织调查团，并请政治协商会议推定公正人士参加，中共则主张由各界人士组调查团。为寻赴时机，免得再拖延起见，我们以为政府所提办法较为切实有效。
停战谈判到了最后阶段，双方对于国军接收赤峰和多伦的问题互不相让。最终，国民党做出让步不再要求接收两城，并接受周恩来的意见，发布停战令不提赤峰和多伦，这种让步终于使得政治协商会议前一天，国共同时发布对所属部队的停止一切战斗行动的命令。停战令如下

关于停止国内军事冲突办法，兹商定如下：
1. 停止国内各地一切军事冲突，并恢复一切交通，关于停止冲突及恢复交通之命令，依第二条之规定商定之。
2. 因国内军事冲突及交通阻碍等事，与我国对盟邦所负有之受降及遣送敌俘等义务有关，故应由政府与中共各派代表一人，会同马歇尔将军从速商定办法，提请政府实施。
3. 由国民参政会驻会委员会及政治协商会议各推定国共两党当事人以及之公正人士八人，组成军事考察团，会同国共双方代表，分赴全国发生冲突区域考察军事状况，交通情形，以及其他与国内和平恢复有关事项，随时将事实真相，提出报告并公布之。